# Bedřich Procházka (politik)
Bedřich Procházka (20. května 1898 – ???) byl český a československý politik; poválečný poslanec Prozatímního Národního shromáždění za Komunistickou stranu Československa.

## Biografie
V roce 1917 pracoval v Poldině huti v Kladně. V roce 1921 byl mezi zakládajícími členy KSČ. V roce 1929 podpořil v rámci strany bolševické křídlo okolo Klementa Gottwalda. V meziválečném období byl jeho politickým vzorem Antonín Zápotocký a komunistická senátorka Rozálie Hajníková. V parlamentních volbách roku 1935 neúspěšně kandidoval do Národního shromáždění za KSČ (horník, bytem Motyčín, čp. 192).
V roce 1945 se profesně uvádí jako horník a předseda krajské odborové rady v Kladně. Byl bývalým politickým vězněm. Byl vězněn v koncentračním táboře.
V letech 1945-1946 byl poslancem Prozatímního Národního shromáždění za KSČ. V parlamentu setrval do parlamentních voleb v roce 1946.
Po roce 1968 podpořil normalizaci. V roce 1973 mu byl na středočeské konferenci KSČ udělen Řád Vítězného února.